# Le Poizat-Lalleyriat
Le Poizat-Lalleyriat è un comune francese del dipartimento dell'Ain della regione dell'Alvernia-Rodano-Alpi. 
È stato creato il 1º gennaio 2016 dalla fusione dei preesistenti comuni di Le Poizat e Lalleyriat.
Il capoluogo è nella località di Lalleyriat.